# Sportivo Unión
Sportivo Unión fue un club de fútbol perteneciente al Distrito de Lima, Departamento de Lima,del Perú. Se afilia en la División Intermedia en 1922.

## Historia
El Sportivo Unión se funda en 1917, en el Cercado de Lima. Inicialmente participa en encuentros de fútbol organizado por otros equipos limeños contemporáneos.Sin embargo, para 1922 se afilia a la Liga Peruana en la División Intermedia.   
Su mejor momento fue en la División Intermedia de 1927. Ocupó el primer lugar de la serie 1 de la liga. Con este mérito, le permite participar a la Primera División del siguiente año. Ascendió en su serie conjuntamente con: Alberto Secada y Lawn Tennis. Esta modificación se dio para bridar mayor competitividad a la primera liga. 
Su campaña no fue mala, ya que ocupó el cuarto puesto del grupo 1 de la Primera División. Se enfrenta a equipos difíciles como: Alianza Lima , Atlético Chalaco y Sportivo Tarapacá Ferrocarril. Para 1929, se modifica el campeonato. Una solo grupo de 13 equipos, en partidos ida y vuelta. En ese torneo se enfrenta a los ascendidos Federación Universitaria, Circolo Sportivo Italiano, Hidroaviación, Ciclista Lima  y al Sporting Tabaco. Sportivo Unión desempeñó una campaña regular.
Para el torneo de 1930, cambia el formato. El club integra el Grupo 1 y termina último. Por ello, integra al grupo de revalidación con los equipos Sportivo Tarapacá Ferrocarril y el Club Sport Progreso.  Sportivo Unión y Sportivo Tarapacá Ferrocarril salvan la categoría. También logra salvar la categoría en el año siguiente. Desempeñó una campaña regular en el torneo de 1932. Sin embargo, en el campeonato de 1933, termina último y desciende a la División Intermedia (segunda categoría) para el periodo 1934. 
Desde entonces no volvió a retornar a la División de Honor del fútbol peruano y desapareció.

## Rivalidades
En el tiempo que el club participó en la 1.ª División, tuvo rivalidades con los equipos: Sportivo Tarapacá Ferrocarril, Club Sport Progreso, Hidroaviación, Ciclista Lima Association, Sporting Tabaco, Alianza Lima, Club Atlético Chalaco, Unión Buenos Aires y Club Universitario de Deportes.

## Palmarés

### Participaciones Nacionales
- Primera División del Perú (6) : (1928 al 1933).
- División Intermedia (8): (1922 al 1927, 1934).

## Datos del club
- Mayor Goleada Realizada:

- Mayor Goleada Recibida:
  - Sportivo Unión 1:8 Alianza Lima
  - Sportivo Unión 3:5 Sport Boys Association
  - Sportivo Unión 0:5 Club Universitario de Deportes